# Aubachtal und Nebenbäche
Koordinaten: 50° 55′ 44″ N, 7° 44′ 31″ O
Das Naturschutzgebiet Aubachtal und Nebenbäche liegt auf dem Gebiet der Gemeinde Reichshof im Oberbergischen Kreis in Nordrhein-Westfalen.
Das Gebiet erstreckt sich zwischen Wildbergerhütte im Nordosten und Erdingen im Südwesten – beide Ortsteile der Gemeinde Reichshof – entlang des Aubaches. Westlich des Gebietes verläuft die Landesstraße L 324, östlich die L 351 und südlich die L 344. Südlich verläuft die Landesgrenze zu Rheinland-Pfalz.

## Bedeutung
Das etwa 36,1 ha große Gebiet wurde im Jahr 2014 unter der Schlüsselnummer GM-126 unter Naturschutz gestellt. Schutzziele sind 
- die Entwicklung standorttypischer Laubwälder durch eine weitere Reduzierung der noch bestehenden Fichtenforste,
- der Erhalt und die Entwicklung des artenreichen Grünlands, der standorttypischen Hochstaudenfluren und der Feuchtflächen durch Zurückdrängen von Neophyten sowie
- eine extensivere Nutzung des übrigen Offenlandes.[2]